# Redley A. Killion
Redley A. Killion (ur. 23 października 1953 w Chuuk) – mikronezyjski polityk, ekonomista i urzędnik, wiceprezydent Mikronezji od 11 maja 1999 do 11 maja 2007 roku.
Pochodzi ze stanu Chuuk. Uzyskał licencjat z ekonomii na Uniwersytecie Hawajskim w Manoa i tytuł magistra ekonomii ze specjalizacją w rozwoju i planowaniu ekonomicznym na Vanderbilt University w Nashville.
Od 1974 pracował w administracji Powierniczych Wysp Pacyfiku, odpowiadając za rozwój i kadry, a następnie planowanie i statystykę. Po uzyskaniu przez Mikronezję niepodległości w 1979 został dyrektorem departamentu rozwoju w prowincji Chuuk. Należał też do kilku krajowych organizacji jako reprezentant stanu, a w 1982 został członkiem lokalnego parlamentu. W 1987 roku po raz pierwszy wybrany do Senatu, gdzie kierował komisjami ds. zasobów i rozwoju oraz transportu i komunikacji. Po reelekcji do Senatu w 1997 objął stanowisko wiceprezydenta, które sprawował przez dwie kadencje (jako zastępca kolejno Leo Falcama i Josepha Urusemala).
Żonaty z Jacintą Antonio, ma dziewiątkę dzieci.